# Струве Адольф Карлович
Адольф Карлович Струве — професор теоретичної хірургії Харківського університету. Представник наукової династії Струве.

## Біографія
Народився в 1810 році в місті Дерпт Ліфляндської Губернії Російської імперії (нині місто Тарту в Естонії), де його батько Карл Людвіг Струве працював доцентом на кафедрі давньокласичної філології Дерптського університету. Належить до династії Струве, яка дала багато визначних науковців.
Закінчив медичний факультет Дерптського університету. Три роки працював асистентом при хірургічному й повивальному відділенні клініки того ж університету. У 1836 році здобув у Дерптському університеті ступінь доктора медицини.
Наступного року за власним бажанням і за розпорядженням міністра народної просвіти був призначений ад'юнктом в Харківський університет. 1938 року Струве був затверджений у званні екстраординарного професора кафедри теоретичної хірургії, а 1842 року — ординарного. В університеті Струве викладав теоретичну хірургію (всі роки своєї викладацької діяльності), десмургію (техніку накладання перев'язок і шин, 1839), оперативну хірургію (1858—1959), офтальмологію (1856—1862).
У 1847 році під час епідемії холери він брав активну участь у боротьбі з нею. У 1855—1856 роках, після відкриття у Харкові відділення військового тимчасового шпиталю, він завідував там хірургічним відділенням.
1862 року, відпрацювавши в університеті 25 років, Струве пішов у відставку, отримав пенсію в розмірі річного окладу й оселився в своєму маєтку у Воронезькій губернії.